# Stygobromus coeca
Stygobromus coeca is een vlokreeftensoort uit de familie van de Crangonyctidae. De wetenschappelijke naam van de soort is voor het eerst geldig gepubliceerd in 1951 door Dobreanu & Manolache.